# Mauerfuchs

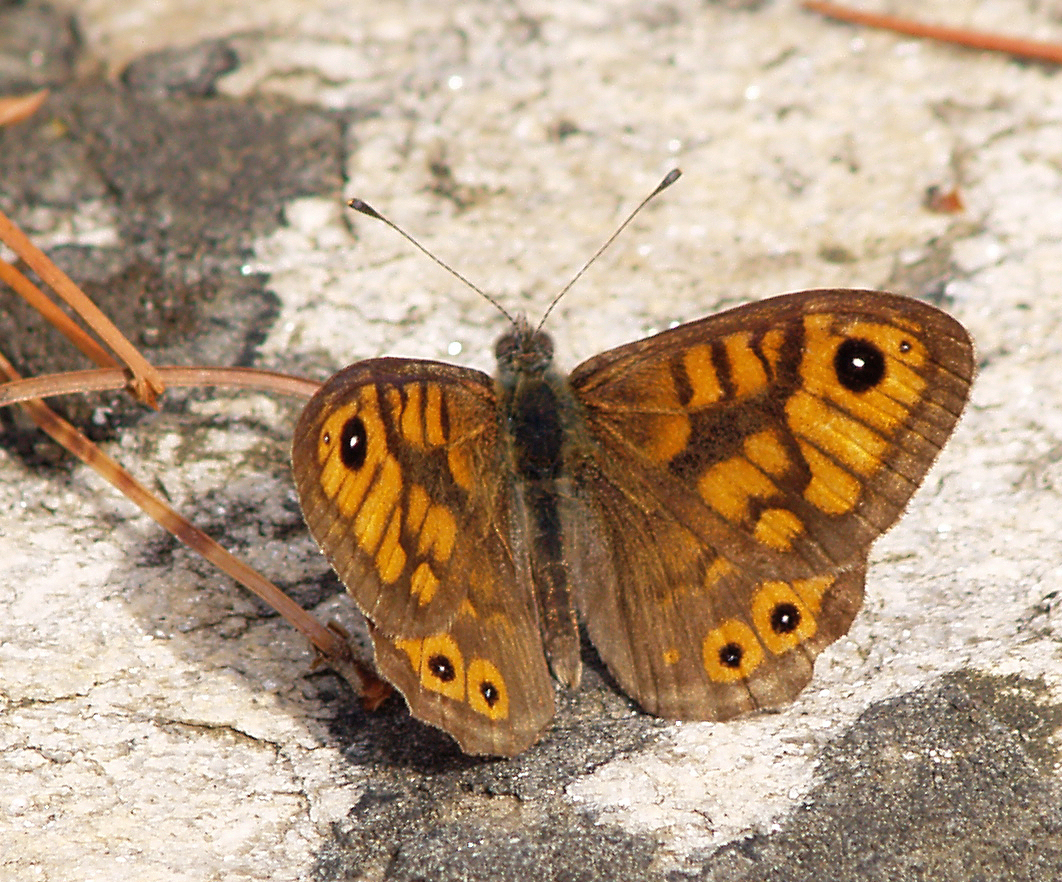
Mauerfuchs, Männchen

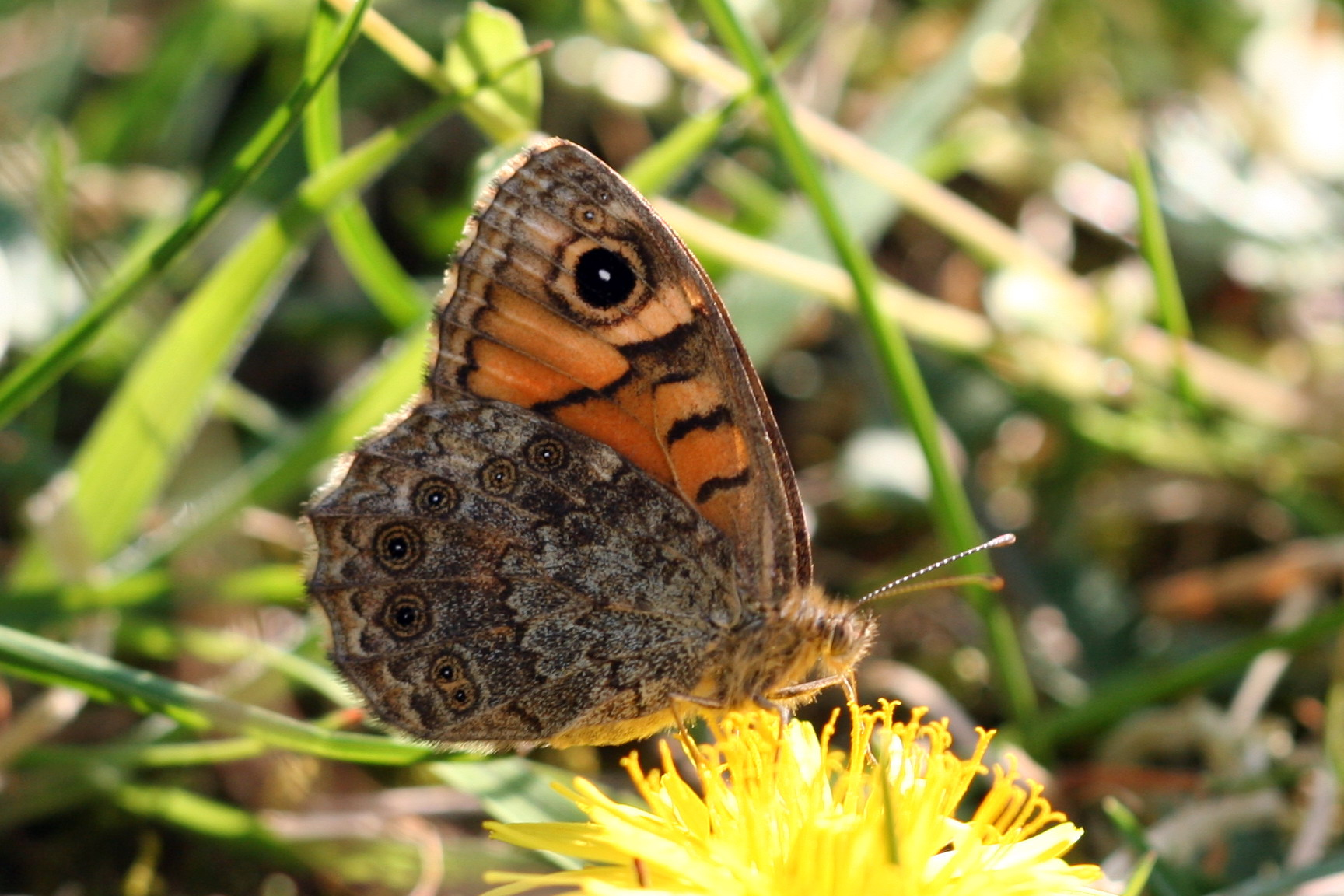
Flügelunterseiten

Der Mauerfuchs (Lasiommata megera) ist ein Schmetterling (Tagfalter) aus der Familie der Edelfalter (Nymphalidae).

## Merkmale
Der Mauerfuchs hat eine Spannweite von 40 bis 52 Millimeter. Die Flügeloberseiten sind orangebraun und mit einer dunkelbraunen gitterartigen Zeichnung versehen. Die Weibchen sind meist etwas heller gefärbt. Auf dem Vorderflügel befindet sich nahe der Flügelspitze ein weißgekernter schwarzer Augenfleck. In der Diskalregion befindet sich beim Männchen ein deutlich sichtbarer Duftschuppenfleck. Auf der Oberseite der Hinterflügel befinden sich in der Postdiskalregion in den Zellen 1c, 2, 3 und 4 kleine weißgekernte schwarze Augenflecke. Die Unterseite der Vorderflügel ist orangebraun und hat ebenfalls einen weißgekernten schwarzen Augenfleck. Auf den hellbraungrauen Hinterflügeln befinden sich in den Zellen 1c - 6 braune Augenflecke mit schwarzen Rändern und weißen Kernen.

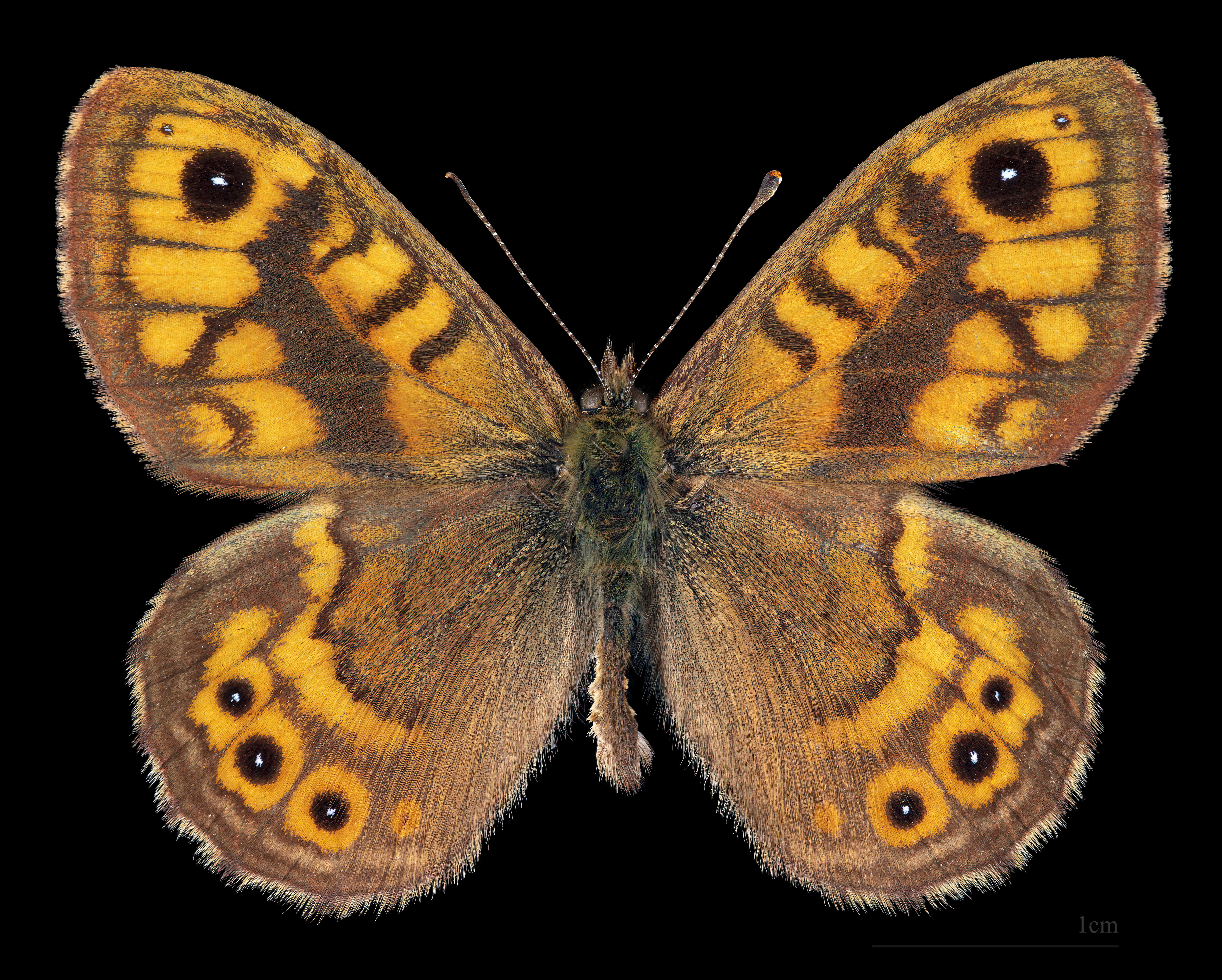
Lasiommata megera megera  ♂
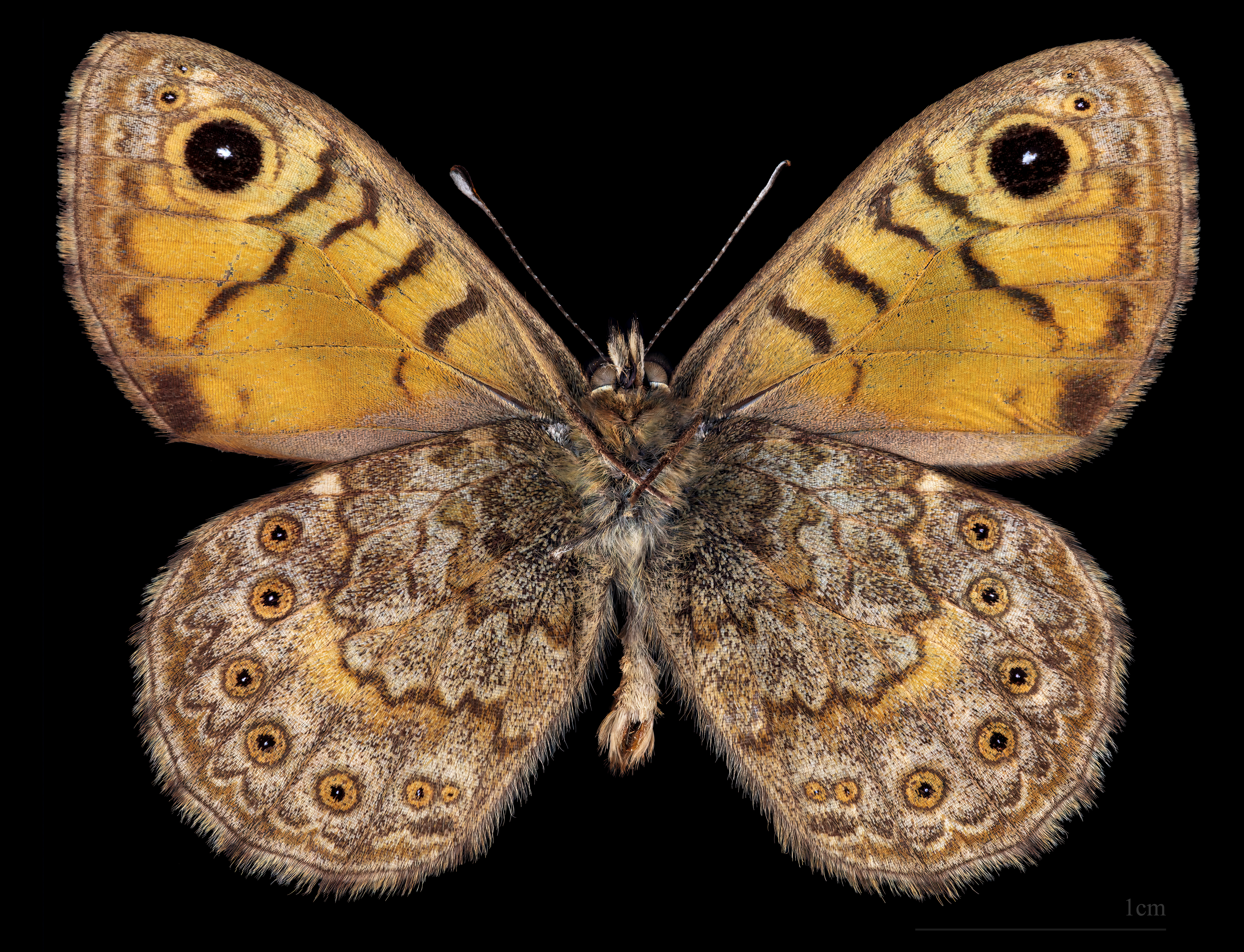
♂ △
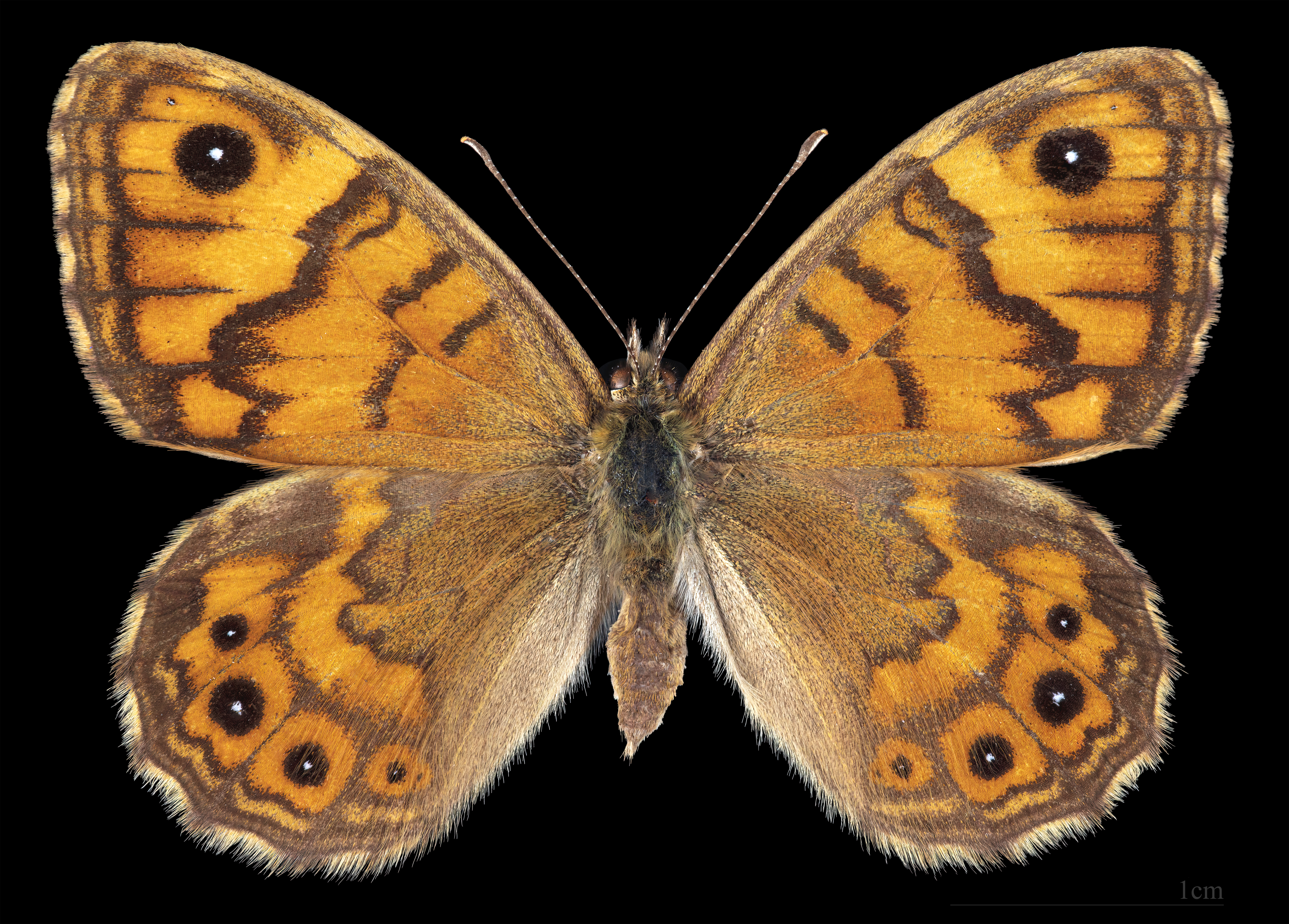
♀
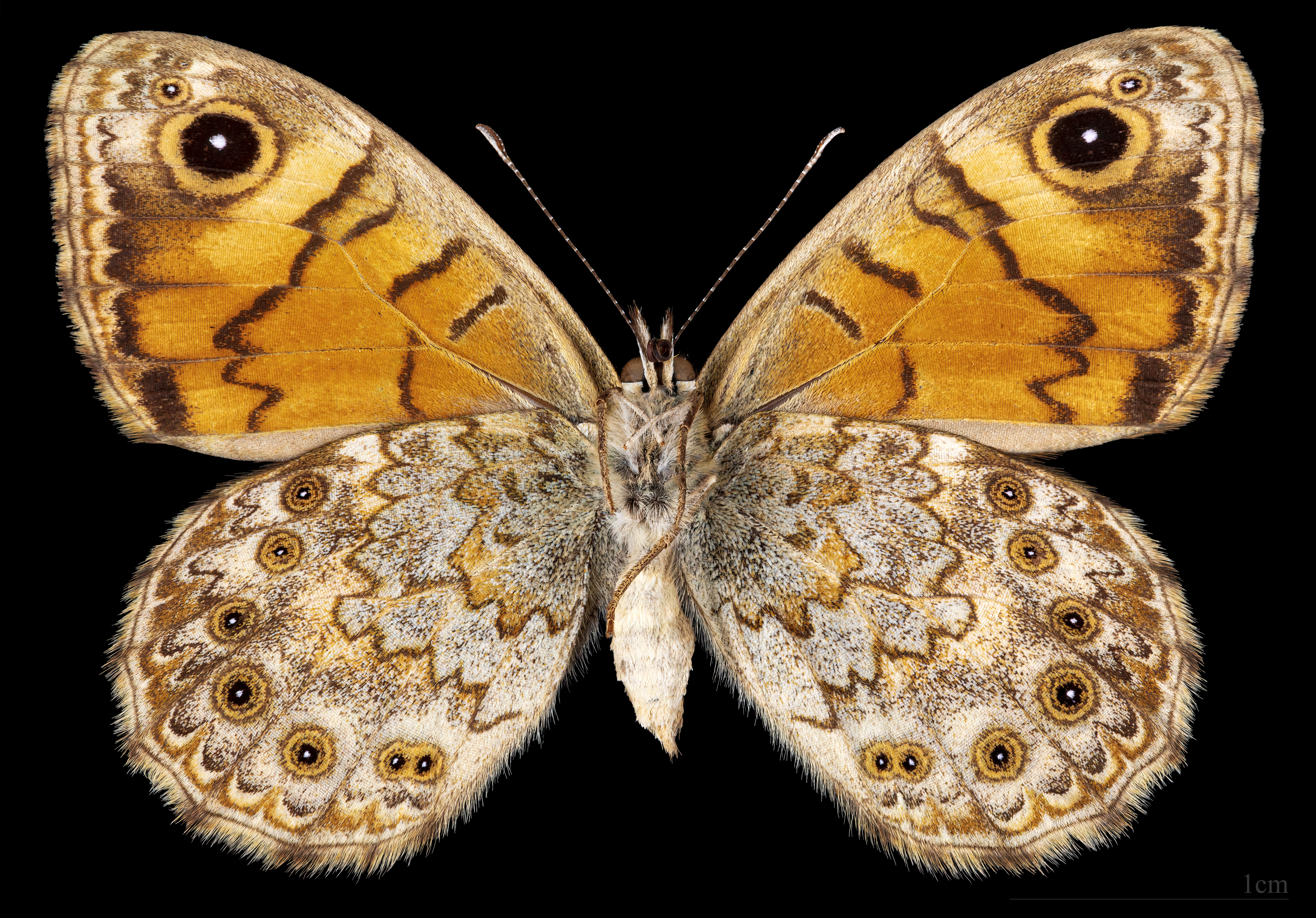
♀ △

### Ähnliche Arten
- Großes Ochsenauge (Maniola jurtina)
- Braunauge (Lasiommata maera)
- Lasiommata paramegaera
- Waldbrettspiel (Pararge aegeria)

## Flugzeit
Zwei, in warmen Gegenden bis zu vier Generationen von Ende März bis Anfang November.

## Lebensraum
Der Lebensraum von Lasiommata megera ist variabel. Dazu gehören grasige Felshänge und Schluchten, blütenreiche Wiesen und Waldlichtungen. Die Falter kommen oft auf steinigem oder kiesigem Untergrund vor. Der Lebensraum ist in der Regel warm und trocken.

## Lebensweise
Die Weibchen legen die Eier einzeln in Bodennähe in Randstrukturen an Gräsern ab. Raupennahrungspflanzen sind Gräser wie Echter Schaf-Schwingel (Festuca ovina) oder Fieder-Zwenke (Brachypodium pinnatum).
Der Falter bevorzugt rot- bis blauviolette Blüten. Die jungen Raupen haben einen auffällig braun punktierten Kopf. Die älteren Raupen haben einen grünen Kopf, der Körper hat eine grüne Grundfarbe mit hellen Längsstreifen. Die älteren Raupen sind nachtaktiv. Die Verpuppung zur Stürzpuppe findet bodennah an Gräsern statt.

## Verbreitung
Von Nordafrika und Westeuropa durch Russland und Vorderasien bis Westsibirien, Syrien, Iran und Tianshan. Der Falter kommt auch in Irland und auf den Mittelmeerinseln vor. Die vertikale Verbreitung reicht von Meereshöhe bis auf 2000 Meter im Gebirge.